# Vrijstelling (kerk)
Een vrijstelling in de rooms-katholieke kerk (Latijn: exemptio) ontheft een persoon of instelling van het hiërarchisch gezag van zijn directe overste ten voordele van een hogere autoriteit.
Het kan gaan om een individuele geestelijke die aan het toezicht van de bisschop wordt onttrokken en onder het gezag gebracht van de aartsbisschop of paus. Vaker zijn het kloosters en abdijen, of zelfs hele orden en congregaties, die direct onder pauselijk toezicht worden gesteld. Dergelijke exempties kunnen passief of actief zijn. In het geval van vrouwengemeenschappen ging de vrijstelling minder ver en behield de bisschop rechten in verband met verkiezingen en bezoek. Vrijgestelde bisdommen en andere rechtsgebieden ressorteren direct onder de Heilige Stoel, zonder te behoren tot een kerkprovincie. Men spreekt dan van een immediatum.